# Wooster (Ohio)
Wooster és una població dels Estats Units a l'estat d'Ohio. Segons el cens del 2000 tenia 24.811 habitants.

## Demografia
Segons el cens del 2000, Wooster tenia 24.811 habitants, 10.040 habitatges, i 6.174 famílies. La densitat de població era de 666,6 habitants per km².
Dels 10.040 habitatges en un 28,4% hi vivien nens de menys de 18 anys, en un 46,9% hi vivien parelles casades, en un 11,2% dones solteres, i en un 38,5% no eren unitats familiars. En el 32,4% dels habitatges hi vivien persones soles l'11,7% de les quals corresponia a persones de 65 anys o més que vivien soles. El nombre mitjà de persones vivint en cada habitatge era de 2,28 i el nombre mitjà de persones que vivien en cada família era de 2,88.
Per edats la població es repartia de la següent manera: un 22% tenia menys de 18 anys, un 14,9% entre 18 i 24, un 25,9% entre 25 i 44, un 22,4% de 45 a 60 i un 14,8% 65 anys o més.
L'edat mediana era de 36 anys. Per cada 100 dones de 18 o més anys hi havia 88,3 homes.
La renda mediana per habitatge era de 37.400 $ i la renda mediana per família de 47.118 $. Els homes tenien una renda mediana de 34.021 $ mentre que les dones 23.608 $. La renda per capita de la població era de 21.505 $. Aproximadament el 7,8% de les famílies i el 10,4% de la població estaven per davall del llindar de pobresa.

## Poblacions més properes
El següent diagrama mostra les poblacions més properes.

## Personatges il·lustres
- Arthur Holly Compton (1892-1962), físic i professor universitari, Premi Nobel de Física de 1927.